# Metairie (Louisiane)
Metairie est une census-designated place qui fait partie de l'agglomération de La Nouvelle-Orléans en Louisiane, dans le sud des États-Unis. Elle se trouve dans la paroisse de Jefferson. Lors du recensement de la population de 2010, Metairie comptait 138 481 habitants.

## Histoire
Les premiers habitants furent les Amérindiens Acolapissa qui vivaient le long de cette levée naturelle formée par le fleuve, qui était une piste pour rallier d'autres villages et tribus amérindiennes.
Le nom de Métairie vient de la période coloniale de la Louisiane française quand des colons français s'établirent vers 1720 autour de La Nouvelle-Orléans et devinrent fermiers sur des terres appartenant à des riches propriétaires français. Ils payaient aux propriétaires des droits d'exploitation avec une part de la production (le métayage). Cette situation dura jusqu'au début du XXe siècle. Par la suite ce lieu prit le nom de Métairie. Les terres agricoles y étaient naturellement protégées des crues du Mississippi en raison d'une levée naturelle formée par le fleuve. Cette levée devint une route pavée dans les années 1920 et prit le nom de Métairie Road. À cette même époque un tramway desservait la route depuis La Nouvelle-Orléans.
En 2005, l'ouragan Katrina a provoqué d'importantes destructions.
|                                                           |
| Inondation à Metairie lors de la tempête Katrina en 2005. |

|                                                           |
| Inondation à Metairie lors de la tempête Katrina en 2005. |

## Démographie
| Groupe                           | Metairie | Louisiane | États-Unis |
| -------------------------------- | -------- | --------- | ---------- |
| Blancs                           | 80,0     | 62,7      | 72,4       |
| Afro-Américains                  | 10,4     | 32,0      | 12,6       |
| Autres                           | 4,0      | 1,6       | 6,4        |
| Asiatiques                       | 3,3      | 1,6       | 4,8        |
| Métis                            | 2,0      | 1,6       | 2,9        |
| Amérindiens                      | 0,3      | 0,7       | 0,9        |
| Total                            | 100      | 100       | 100        |
|                                  |          |           |            |
| Hispaniques et Latino-Américains | 12,6     | 4,3       | 16,7       |

Selon l'American Community Survey, pour la période 2011-2015, 81,67 % de la population âgée de plus de 5 ans déclare parler l'anglais à la maison, 11,55 % déclare parler l'espagnol, 1,13 % l'arabe, 1,10 % une langue chinoise, 0,82 % le français et 3,73 % une autre langue.

## Édifices notables
On y trouve le sanctuaire Sainte-Anne.

## Natifs et résidents notables
- Brendan Benson
- Shelley Hennig
- Ellen DeGeneres
- Pete Fountain
- Phil Anselmo